# Monobia
Monobia är ett släkte av steklar. Monobia ingår i familjen Eumenidae.

## Bildgalleri

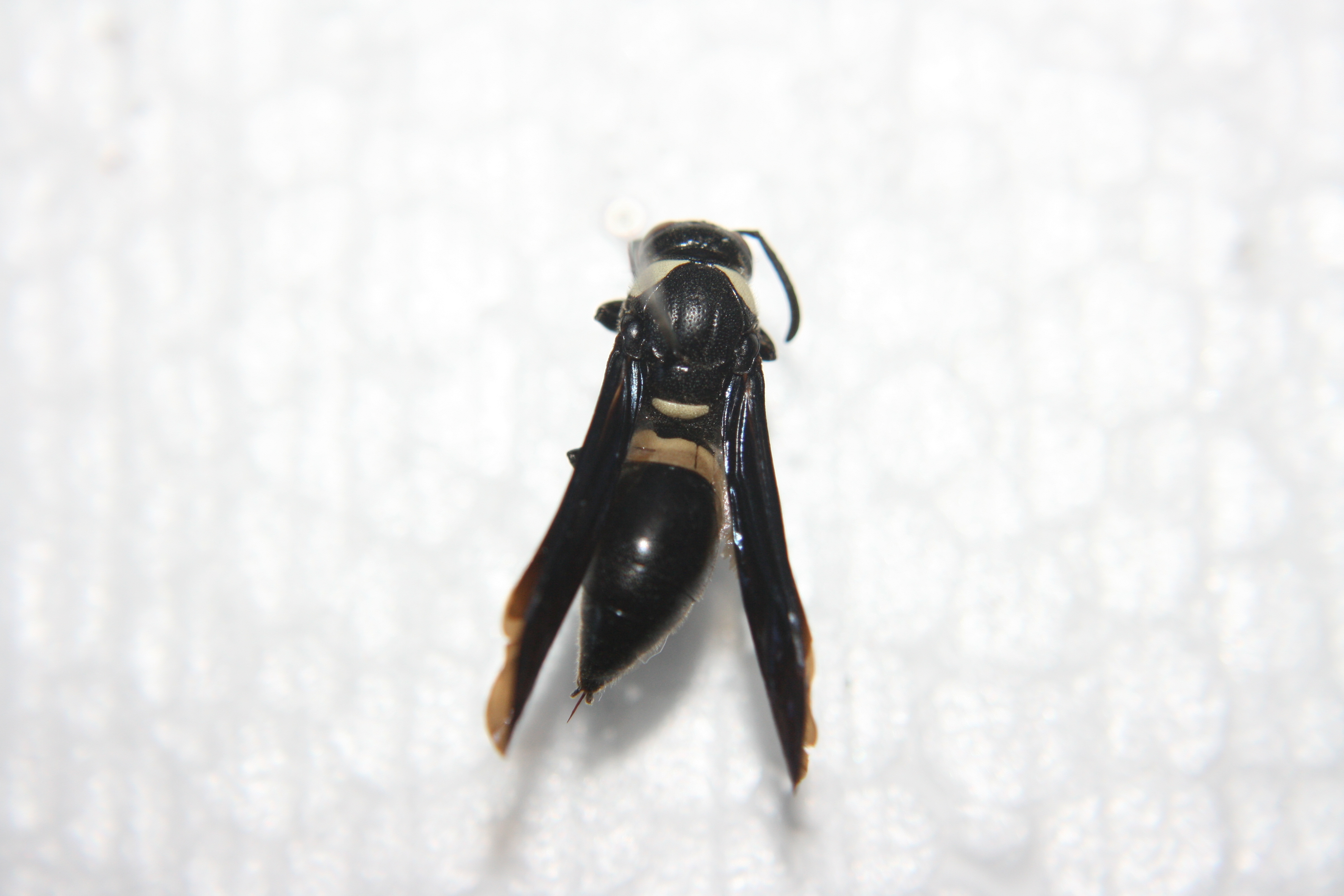
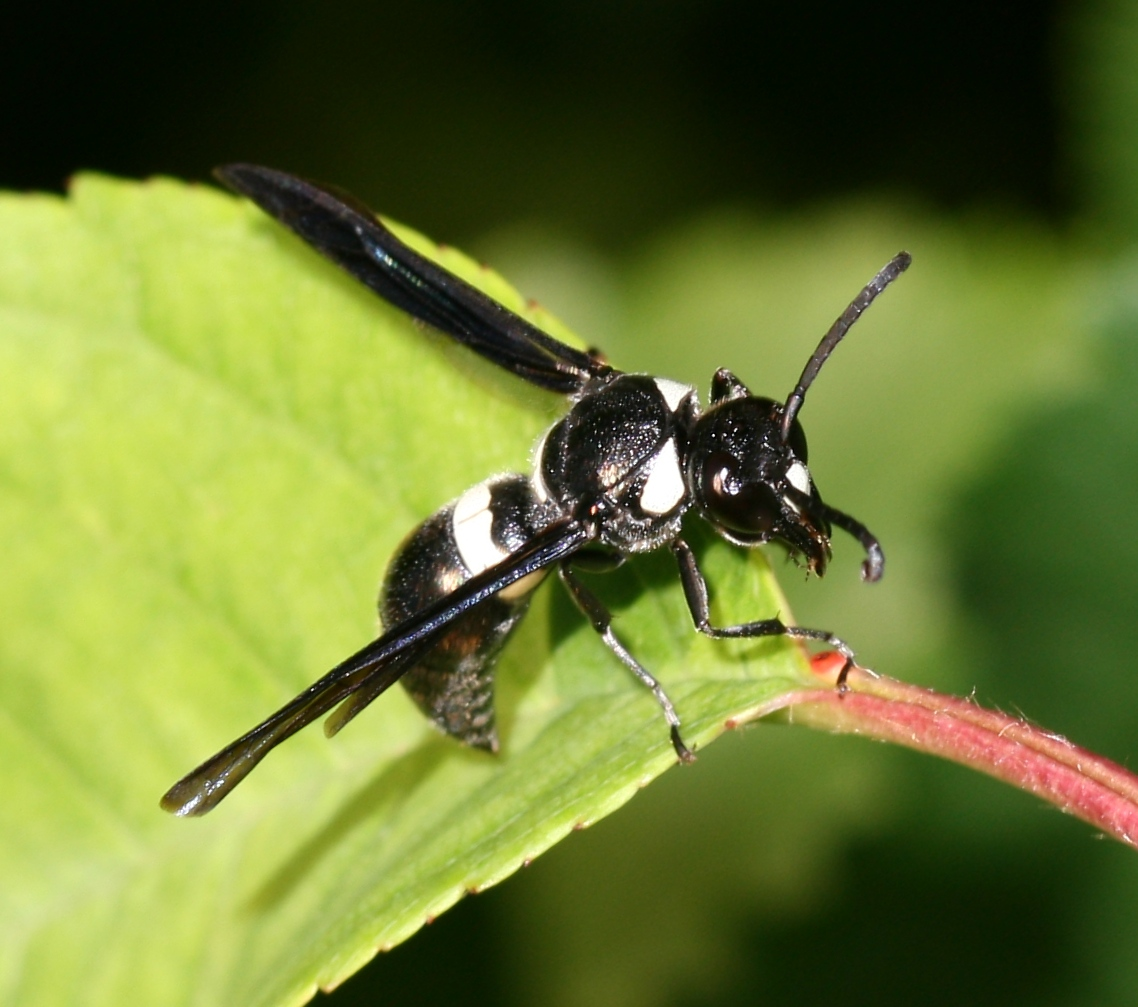
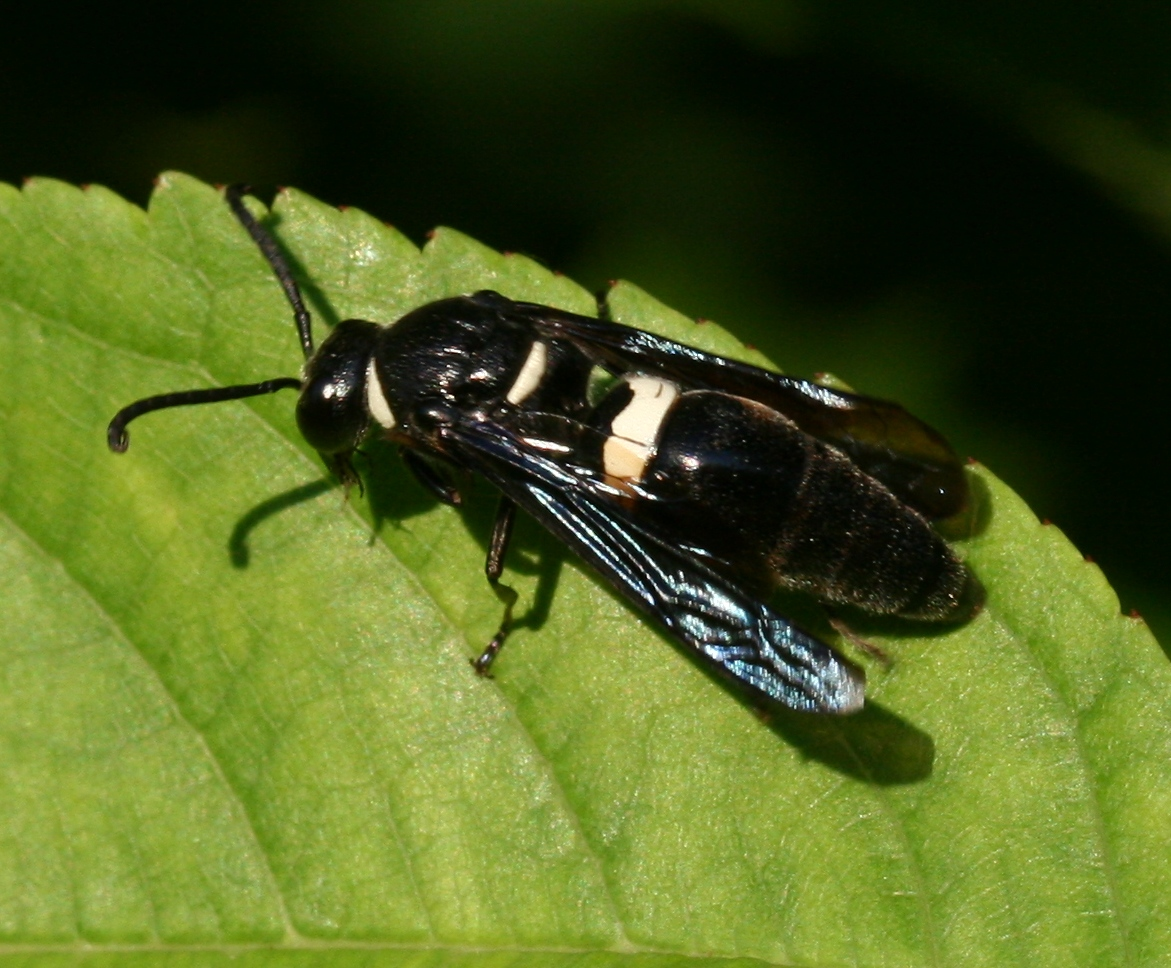
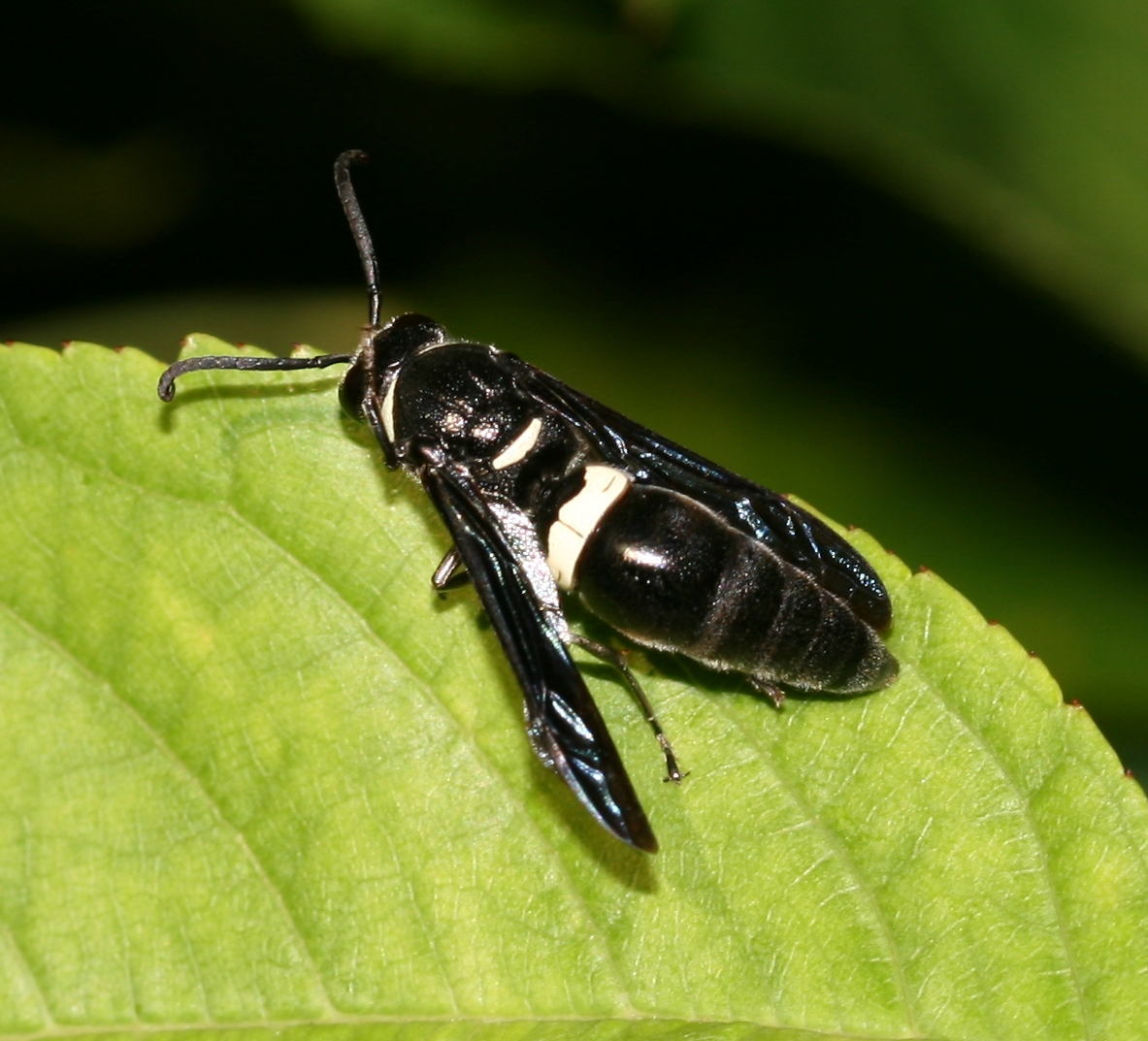

## Dottertaxa tillMonobia, i alfabetisk ordning[1]
- Monobia angulosa
- Monobia anomala
- Monobia apicalipennis
- Monobia atrorubra
- Monobia biangulata
- Monobia californica
- Monobia caliginosa
- Monobia carbonaria
- Monobia caridei
- Monobia cingulata
- Monobia curvata
- Monobia cyanipennis
- Monobia deplanata
- Monobia egregia
- Monobia eremma
- Monobia funebris
- Monobia incarum
- Monobia insueta
- Monobia lecointei
- Monobia mochii
- Monobia nayarit
- Monobia nigripennis
- Monobia paraguayensis
- Monobia proeta
- Monobia puertoricensis
- Monobia quadridens
- Monobia schrottkyi
- Monobia scutellaris
- Monobia sylvatica
- Monobia texana
- Monobia trifasciata
- Monobia yacochuyae